# خضره
خضره (به عربی: خضرة) یک شهرداری در الجزایر است که در ناحیه عشعاشه واقع شده‌است. خضره ۸۰ کیلومتر مربع مساحت و ۱۴٬۰۴۵ نفر جمعیت دارد.